# Prawo prymitywne
Prawo prymitywne – system funkcjonowania społeczności, które nie wytworzyły własnej państwowości, nie znają pojęcia władzy centralnej oraz nie mają rozwiniętych instytucji i organizacji kontrolujących i egzekwujących określone normy zachowania.
Pojęcie prawa prymitywnego nie odnosi się do potocznego rozumienia słowa prawo, które wydaje się być ściśle związane z działaniem władzy państwowej albo nauką. Prawo definiuje się jako normę społeczną możliwą do przeforsowania przy użyciu przymusu. Może on zaistnieć w formie określania ról w danej społeczności, które są przez nią respektowane i w pewien sposób egzekwowane. Zatem o istnieniu uprawnień i obowiązków można mówić nawet tam, gdzie nie wykształciła się naczelna władza państwowa oraz ustawodawstwo. Jak pisze Jacek Kurczewski, społeczeństwa bezpaństwowe - w przeciwieństwie do państw z wykształconym aparatem przymusu państwowego - nie posiadają konkretnych spisanych reguł oraz są niejednorodne, jeśli chodzi na przykład o sposoby rozwiązywania konfliktów, czy też o rolę wiary (wskazuje porównanie społeczności myśliwskich i zbieraczy jako różniące się). Jednak istnieją w tej kwestii pewne specyficzne zagadnienia o prawnym charakterze.

## Kontrola zachowań w społecznościach prymitywnych
Kontrola społeczna polega na reakcjach otoczenia, mających na celu wpływ na zachowania jednostek. Różni się od kontroli państwowej tym, że osoba, która jest w osobistej więzi z daną społecznością, bardziej dotkliwie odczuwa wykluczenie lub napiętnowanie ze strony niewielkiej grupy, do której przynależy, niż ze strony większej społeczności. Członkowie zbiorowości oceniają zachowania jednostki, porównując je z panującymi wzorcami prawidłowych zachowań.
Funkcjonowanie wzorca w społecznościach prymitywnych:
1. Ustanowienie wzorca
2. Przekazanie wzorca
3. Porównanie zachowań z wzorcem
4. Reakcje korygujące

Społeczności nie tylko kontrolują zachowania jednostek na podstawie o stworzone przez siebie wzorce, ale także o takie, które zostały im przekazane.
Zbiorowość tworzą, w zależności od potrzeb, małe grupy związane ze sobą stosunkiem pokrewieństwa lub takie, które działają na zasadzie przetrwania, gdzie większa liczba osób jest potrzebna, aby przeżyć i zapewnić pożywienie oraz prawidłowe funkcjonowanie jednostek. W większych społecznościach zazwyczaj pojawia się jedna osoba, której status jest wyodrębniony. Jest to najczęściej mężczyzna, który jest osobą cenioną przez lud i doświadczoną. Jednak w większości plemion taka osoba nie ma całkowitej władzy nad resztą społeczności, ale jego opinia jest bardzo ważna dla podjęcia decyzji wobec jednostki, która narusza panujące w społeczności wzorce. Przykładowo w ludach Andamańczyków czy Inuitów posiadanie znaczącej pozycji w grupie nie pozwala wyróżnionej osobie na decydowanie wbrew zdaniu reszty ludności.
Natomiast w zbiorowości Indian Nambikwara istnieje instytucja naczelnika. Pozornie ma on pełnię władzy, jednak swoją pozycję zawdzięcza on głównie zaufaniu ze strony społeczności i w sytuacji próby zastosowania przymusu wobec grupy, traci on swoją pozycję poprzez opór gromady. Osoba, która uzyska status naczelnika powinna mieć wiele umiejętności, takich jak: znajomość szlaków grup sąsiednich, pomysłowość, zręczność, ale także szczodrość w rozdawaniu zdobytych dóbr czy bycie dobrym śpiewakiem i kompanem. W społecznościach prymitywnych specjalny status nadaje się osobom, które wyróżniają się danymi cechami, mającymi znaczenie dla kierowania grupą i doradzania jej członkom. Jednak ten status nie jest instytucją dziedziczną, przed śmiercią naczelnik może przekazać go wybranej przez siebie osobie.
W plemionach australijskich duże znaczenie ma władza wykonywana przez starszyznę. Zbierają się oni w tzw. rady, które pełnią przywództwo względem ludności na podstawie swojej charyzmy i zdobytej mądrości życiowej. Wygląda to zatem podobnie jak w ludach Andamańczyków i Inuitów, tam jednak taki status nadaje się jednostce, tutaj jest to pewna podgrupa wyodrębniona z większej społeczności.
Natomiast w społeczności Pigmejów nie wyróżnia się osoby o szczególnym statusie, a jeżeli jednostka naruszy pewne wzorce zachowania, jest ona piętnowana przez całą społeczność. Akcje represyjne są jednak podejmowane bez zasięgnięcia opinii osoby uznanej za cenioną i mądrą, tak jak to jest w wymienionych powyżej społecznościach. Naruszenie normy przez jednostkę spotyka się ze skierowanym w jego stronę gniewem ludności.

## Formy piętnowania naruszenia norm
Najłagodniejsze formy:
1. Wykluczenie z grona chronionych przez społeczność osób
2. Odcięcie się grupy i nieutrzymywanie przez nią kontaktu z jednostką
3. Wygnanie ze społeczności
4. Nagana publiczna

Powyższe formy piętnowania naruszenia wzorców zachowania należą głównie do decyzji całej społeczności lub cieszących się prestiżem jej członków.
Jednak nie tylko powyżej wskazane osoby dysponują takimi środkami, a również duże znaczenie ma działanie członków rodziny. W rodzinach podstawowych i poligynicznych decyduje się o najważniejszych kwestiach dotyczących rodziny, takich jak sprawy małżeńskie (cudzołóstwo, rozwód) czy karcenie dzieci. Natomiast w gronie rodziny rozszerzonej, czyli obejmującej wiele pokoleń, członkowie skupiają się głównie na porządku publicznym, ale jeżeli wystąpiły jakieś wewnętrzne spory, rozwiązują je mężczyźni. Przedmiotem konfliktów o charakterze rodzinnym w gronie społeczności pierwotnej może być nieporozumienie wynikające z niesformalizowanego przebiegu ślubu lub rozwodu, co sprawia, że interpretacja co do sytuacji danej kobiety może być błędna.
Jeżeli chodzi o konflikty między rodzinami, najczęściej dochodzi do krwawej zemsty, jednak istnieje kilka odrębnych instytucji społecznych takich jak „sądowe pojedynki” i „śpiewy pojedynkowe”. Są to zachowane w konkretnej formie, walki fizyczne lub słowne, w obecności licznie zebranych członków społeczności. Pojedynki przybierają taką formę wtedy, gdy osoba, która czuje się poszkodowana uzna, że w zwykłym starciu nie miałaby szans na wygraną lub odwrotnie, jest przekonana o swoim zwycięstwie w takiej sytuacji.
| Inuici                                                             | boks               |
| Alaska, Ziemia Bafina i Grenlandia płn.-zach.                      | zapasy             |
| Grenlandia wschodnia i zachodnia                                   | bicie się głowami* |
| *w Grenlandii wschodniej pojedynkowi towarzyszą tzw. pieśni „nith” |                    |

W przypadku pojedynków, którym towarzyszą pieśni „nith”, osoby obserwujące walkę oceniają celność słów użytych przez oponentów oraz skuteczność użycia siły fizycznej. Pojedynek jest widowiskiem, o którego rozstrzygnięciu decydują członkowie społeczności poprzez aplauz. Po wygranej walce, osoba której udało się tego dokonać uzyskuje prestiż w społeczności.
Poza pojedynkami między poszkodowanym a jego oprawcą, zdarza się także że społeczność stosuje zbiorowe pobicie, szczególnie jeżeli dochodzi do poważnych naruszeń norm funkcjonujących w zbiorowości. Poważniejsze konsekwencje rodzą w środowisku Inuitów notoryczne kłamstwa, kradzieże oraz zabójstwa. Wtedy pojawia się możliwość, aby jednostka, za zgodą wszystkich dorosłych mężczyzn, ukarała recydywistę zabijając go. Zazwyczaj robi to obecny przywódca grupy zwany „pimain”. Zatem osoba, która zabija wielokrotnie staje się wrogiem publicznym i to, żeby wykonać na nim karę należy do interesu całej społeczności. Natomiast jeżeli ktoś zabije członka danej rodziny, wtedy ma ona prawo do krwawej zemsty. Na poziomie rodziny zemsta może być także uznana za obowiązek i jeżeli nie zostanie ona wykonana, to grozi za to sankcja ze strony pozostałych krewnych.
W niektórych społecznościach pierwotnych istnieje instytucja przymusowo wyznaczonego „kata”. W grupie Alawów profanacja uświęconej ziemi, bez znaczenia czy umyślna czy przypadkowa, uważana jest za jedną z największych zbrodni. Jest jednym z niewielu przypadków łamania norm, karanego przez plemiennego kata zwanego Mulunguwa. Jeżeli taka osoba w jakiś sposób uniknie kary, to przechodzi ona na jej dzieci, wnuki lub innych krewnych.
W społeczności Semangów dużą rolę odgrywa religia, mają oni wiele zasad, za których nieprzestrzeganie grozi kara boża, wymierzana przez ich boga zwanego Karei.
Sposoby karania przez Karei:
1. Rażenie piorunem, zwalenie się na sprawcę pnia drzewa
2. Rozszarpanie przez tygrysa
3. Zesłanie choroby
4. Wymaganie spełnienie ofiary z krwi, do czego sygnałem jest odgłos gromu

Osoba, która jest winna grzechu i musi spełnić ofiarę, spełnia ją upuszczając z siebie krew.
Zatem kary za odstąpienie od wzorców zachowań wymierzane są przez członków rodziny, osoby o szczególnym statusie w zbiorowości, przez ogół ludności lub przez bóstwo.

## Totemizm
Jedną z form kontroli społecznej ludów pierwotnych są zasady wynikające z totemizmu, który polega na przestrzeganiu przez członków plemienia pewnych zasad i obowiązków związanych z przynależnością do danego totemu. Totemem jest zwierzę, roślina lub przedmiot martwy, do którego dana grupa ma szczególnie bliski stosunek, jest on godłem tej zbiorowości, nazywanej klanem. Nazwa „totem” pochodzi od indyjskiego słowa „dodem” lub „ododem”.
Plemię Irokezów amerykańskich dzieli się na klany, z których część łączy się w większe społeczności zwane fratriami. Jest ich 2, łączą w sobie:
1. Klany wilka, niedźwiedzia, bobra i żółwia
2. Klany jelenia, bekasa, czapli i jastrzębia[3]

Fratrie są egzogamiczne, co znaczy, że niedopuszczalne jest zawieranie wewnątrz nich małżeństw. Każdy klan wewnątrz fratrii jest w pewnym stopniu autonomiczny, mają one własne zadania, prawa i przywileje.
Badacze społeczności Aborygenów australijskich, antropolodzy Walter Baldwin Spencer i Francis James Gillen, ustalili że osoby będące pod danym totemem, nie wybierają go losowo, lecz istnieje koncepcja, że wywodzą się od istot pierwotnych, które są pewnym etapem w przemianie z danej rośliny czy zwierzęcia, które w końcu przeobraziły się w istoty ludzkie. Stąd Aborygeni mają w swojej naturze coś z rośliny lub zwierzęcia, z którego mieliby pochodzić, a nawet mogą się w nie przemienić lub je wytworzyć.
Na czele każdego z klanów totemicznych stoi tzw. „przewodnik” lub „naczelnik”, ich rola ogranicza się wyłącznie do przewodniczenia w uroczystościach religijnych wewnątrz klanu.
Zasady wywodzące się z wierzeń:
1. Członkowie noszą nazwisko danego zwierzęcia, rośliny lub innego przedmiotu.
2. Członkowie uważają zwierzę, roślinę czy przedmiot, za rodzaj swego patrona, często za przodka
3. Członkowie oddają cześć totemowi w różnej formie
4. Członkowie wstrzymują się od zabijania, używania czy też jedzenia swojego patrona (tzw. „tabu”)
5. Członkowie odprawiają rytuały na cześć patrona, tańczą i śpiewają na jego cześć oraz malują się upodabniając się do totemu
6. Członkowie używają totemu jako swój herb

Spencer i Gillen odkryli, że w klanach Australii środkowej, ich członkowie nie mają poczucia obowiązku wzajemnej pomocy i obrony. Natomiast Alfred William Howitt wyodrębnił sytuacje, w których klan wyciąga konsekwencje od członka społeczności, są to: zabójstwa, morderstwa za pośrednictwem czarnej magii i czarów, lub inne ciężkie zbrodnie. Sąd nad takimi osobami sprawują starsze osoby lub tzw. czarownicy, a „wyrok” wykonuje tzw. ekspedycja mszcząca (avenging party). Zemsta należy do pewnej grupy terytorialnej, która zamieszkuje te same tereny co sprawca. Zatem karę na jednostkę nakłada społeczność lokalna, a nie klan. Wewnątrz klanu nie wyciąga się konsekwencji, ponieważ nie taka jest jego rola. O bezpieczeństwo dba grupa osób, narażonych na jego szkodę spowodowaną przez sprawcę.
Sytuacja wygląda inaczej w społecznościach zamieszkujących wyspy cieśniny Torresa. Tam można odczuć solidarność klanową, członkowie klanu spełniają swoje obowiązki wobec społeczności i pomagają sobie wzajemnie. U afrykańskiego ludu Baganda wymierzanie kary jest obowiązkiem, jak również zemsta.
Jeżeli chodzi o prymitywną formę prawa własności, to ważną zasadą jest, że właścicielem ziemi, na której społeczność przebywa jest klan.
Społeczności totemiczne są bardzo zróżnicowane, ich zasady i wartości w dużej mierze opierają się na ich wierzeniu, którym jest totemizm. Wierzenie to pełni funkcję między innymi tworzenia struktur organizacyjnych w społeczności i nadawania pewnych obowiązków, przede wszystkim moralnych. Zróżnicowanie społeczności totemicznych polega na tym, że każde z nich ma swoje poczucie wspólnoty i zasady ochrony, kary i zemsty.